# Benny Goodman

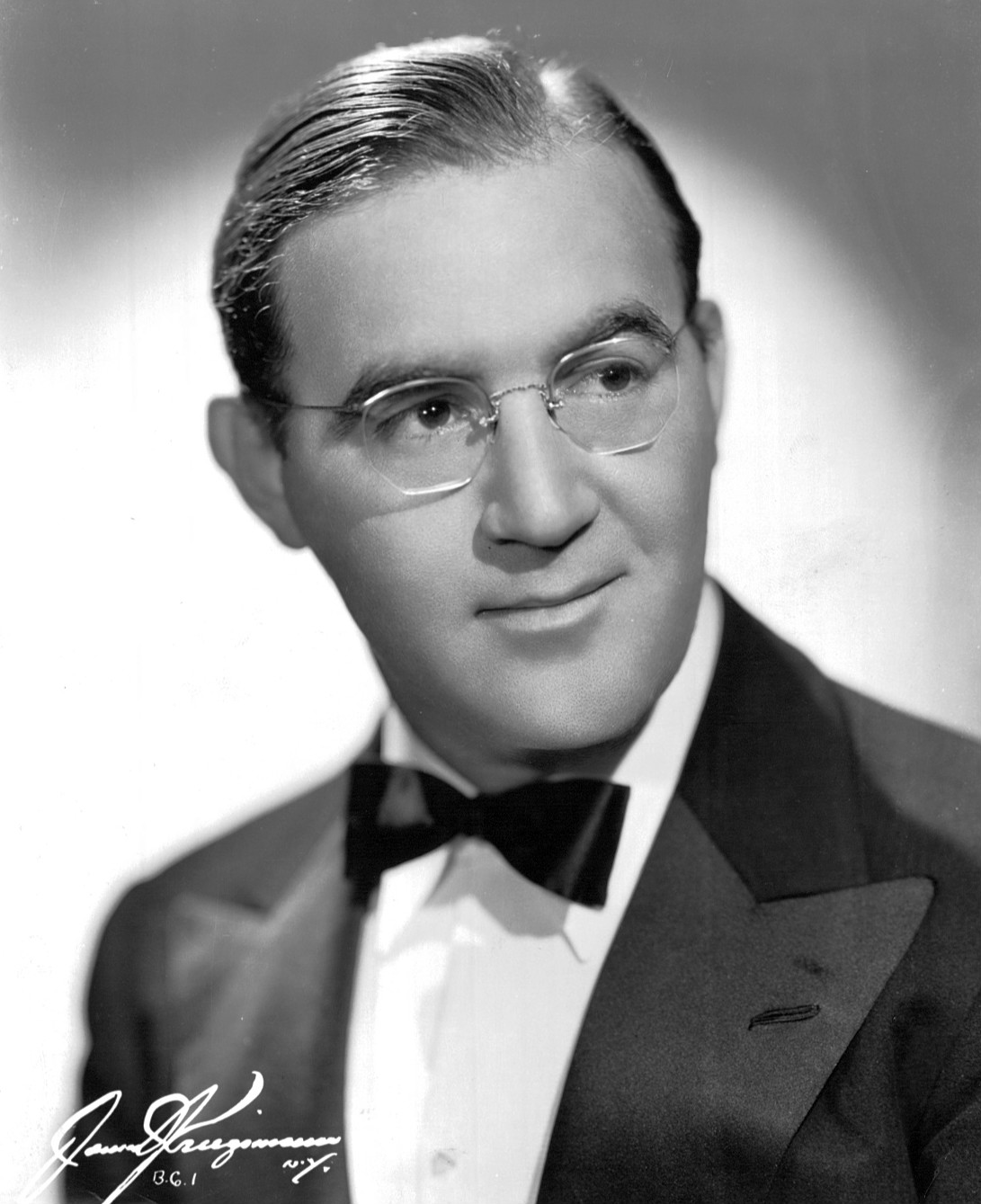
Benny Goodman, 1942.

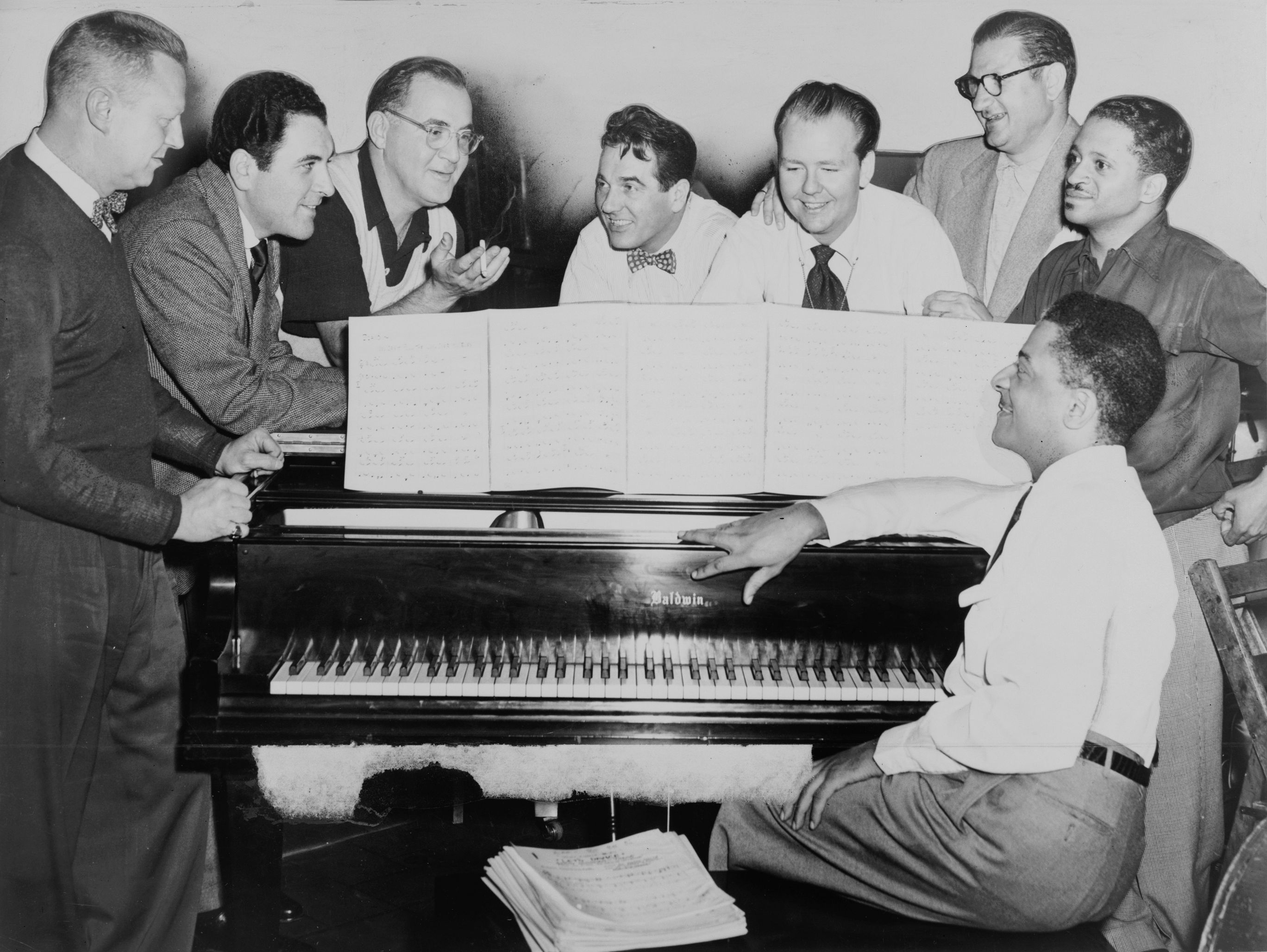
Benny Goodman med några av sina orkestermedlemmar 1952. Från vänster: Vernon Brown, George Auld, Gene Krupa, Clint Neagley, Ziggy Elman, Israel Crosby och Teddy Wilson (vid pianot).

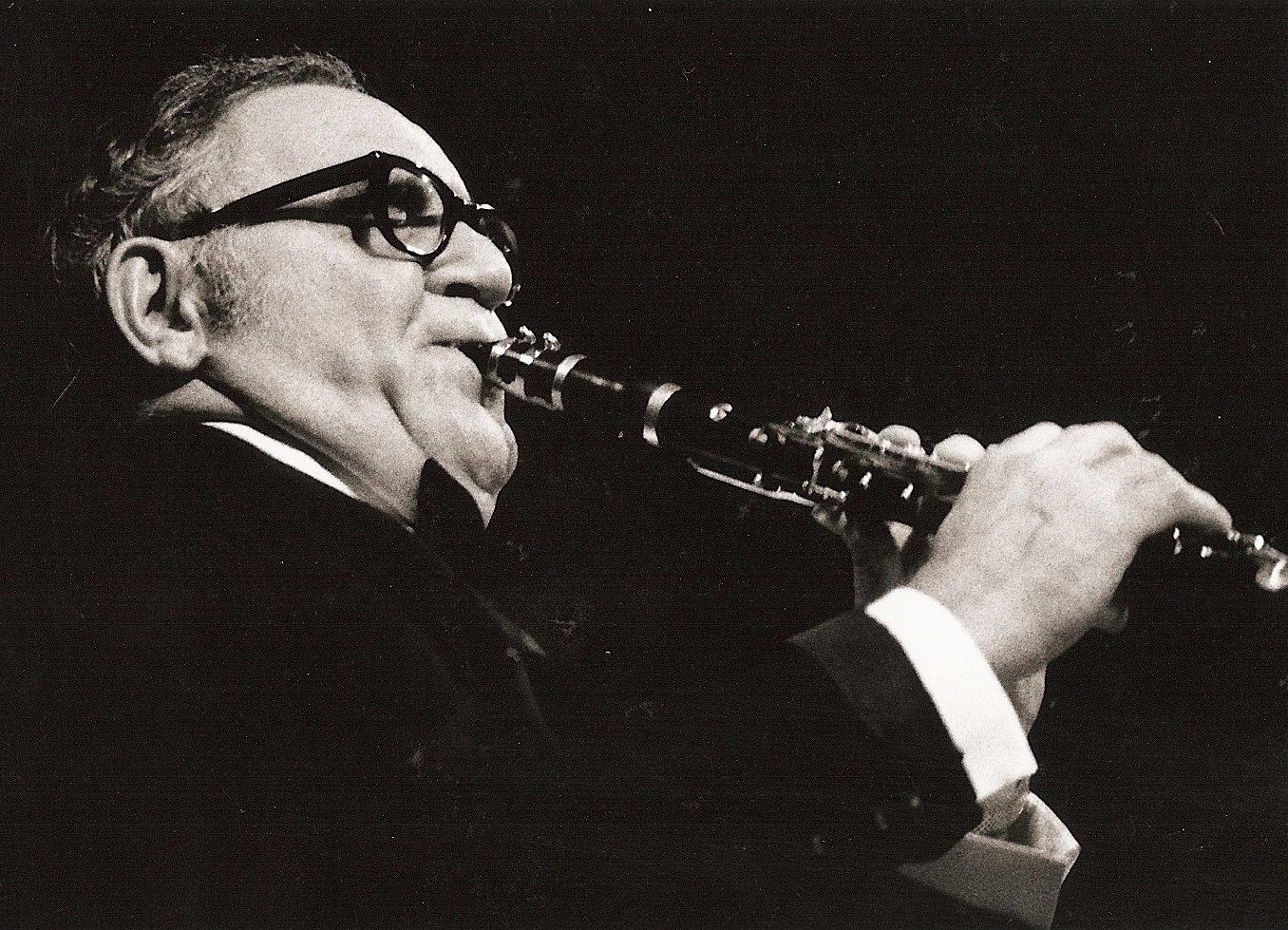
Benny Goodman under en konsert 1971.

Benjamin David “Benny” Goodman, född 30 maj 1909 i Chicago i Illinois, död 13 juni 1986 i New York i New York, var en berömd amerikansk klarinettist och orkesterledare under storbandseran och den senare swingperioden, då "King of Swing" blev hans hederstitel. Han gjorde även uppmärksammade soloframträdanden vid konserter med klassisk musik.

## Biografi
11 år gammal började han spela klarinett och uppträdde professionellt redan som 13-åring. 1925 kom han vid 16 års ålder att ingå i Ben Pollacks orkester, övergick till Red Nichols 1929 och bildade 1934 sin första egna orkester. 
Benny Goodmans orkester var en av de första med så kallad blandad besättning. Skämtsamt har det sagts om honom: "Han gjorde ingen skillnad på svarta och vita, han behandlade alla som slavar". Detta bör tolkas som att han upprätthöll god disciplin, något som genom åren karakteriserat de stora orkesterledarna.
Goodmans orkester medverkade i flera musikalfilmer, däribland The Big Broadcast of 1937, Hollywood Hotel (1938), Syncopation (1942), The Powers Girl (1942), Stage Door Canteen (1943), Tutti Frutti (1943), Sweet and Low-Down (1944), men Goodmans enda större filmroll var i filmen Vilda toner (1948).
Goodmans eget liv filmatiserades 1956 som Filmen om Benny Goodman, med Steve Allen och Donna Reed i huvudrollerna, även om manuset var mycket fritt baserat på verkligheten var musiken äkta. Många av Goodmans musikerkollegor medverkar i filmen, däribland Ben Pollack, Gene Krupa, Lionel Hampton och Harry James, samt jazzlegenden Kid Ory.

## Diskografi
- A Jazz Holiday (1928, Decca)
- Benny Goodman and the Giants of Swing (1929, Prestige)
- BG and Big Tea in NYC (1929, GRP)
- Swinging 34 Vols. 1 & 2 (1934, Melodean)
- Sing, Sing, Sing (1935, Bluebird)
- The Birth of Swing (1935, Bluebird)
- Original Benny Goodman Trio and Quartet Sessions, Vol. 1: After You've Gone (1935, Bluebird)
- Stomping at the Savoy (1935, Bluebird)
- Air Play (1936, Doctor Jazz)
- Roll 'Em, Vol. 1 (1937, Columbia)
- Roll 'Em, Vol. 2 (1937, CBS)
- From Spirituals to Swing (1938, Vanguard)
- The Famous 1938 Carnegie Hall Jazz Concert Vols. 1, 2, & 3 (Live) (1938, Columbia)
- Mozart Clarinet Quintet (with Budapest String Quartet) (1938, Victor)
- Ciribiribin (Live) (1939, Giants of Jazz)
- Swingin' Down the Lane (Live) (1939, Giants of Jazz)
- Featuring Charlie Christian (1939, Columbia)
- Eddie Sauter Arrangements (1940, Columbia)
- Swing Into Spring (1941, Columbia)
- Undercurrent Blues (1947, Blue Note)
- Swedish Pastry (1948, Dragon)
- The Famous 1938 Carnegie Hall Jazz Concert (1950, Columbia)
- Sextet (1950, Columbia)
- BG in Hi-fi (1954, Capitol)
- The Benny Goodman Story Volume 1 (1955?, Decca)
- Mozart Clarinet concerto (with Boston symphomy) (1956)
- The Great Benny Goodman (1956, Columbia)
- Peggy Lee Sings with Benny Goodman (1957, Harmony)
- Benny in Brussels Vols. 1 & 2 (1958, Columbia)
- In Stockholm 1959 (1959, Phontastic)
- The Benny Goodman Treasure Chest (1959, MGM)
- Texaco's Swing into Spring 59 (1959, Cunningham & Walsh, Inc.)
- Swing With Benny Goodman And His Orchestra (1960s?, Columbia/Harmony)
- Benny Goodman in Moscow (1962, RCA Victor)
- Benny Goodman Today (London Records of (1970) Canada Ltd.)
- Benny Goodman And His Orchestra (1977)
- Benny Goodman Live at Carnegie Hall; 40th Anniversary Concert (1978)
- Live! Benny Let's Dance (1986)
- The King Swings Star Line
- Benny Goodman & His Orchestra; Sextet And Big Band (Companion, Danmark)
- Pure Gold (1992)
- 1935–1938 (1998)
- Portrait of Benny Goodman (Portrait Series) (1998)
- Carnegie Hall Jazz Concert '38 (1998)
- Bill Dodge All-star Recording (1999)
- 1941–1955 His Orchestra and His (1999)
- Live at Carnegie Hall (1999)
- Carnegie Hall: The Complete Concert (2006) Remastered again